# Ferdinand Höfer
Johann Christian Ferdinand Höfer o Jean Chrétien Ferdinand Hoefer (Döschnitz, Turingia, 21 de abril de 1811 - Brunoy, 4 de mayo de 1878) médico, lexicógrafo y escritor germanofrancés conocido hoy día por sus obras sobre la historia de la ciencia.
Al acabar sus estudios secundarios, viajó a través de Alemania, Holanda, Bélgica y en 1830 se instaló en Marsella como voluntario de la expedición de Morea en el Peloponeso, después se hizo profesor en Francia en 1831.
Tradujo al francés Crítica de la razón pura de Kant mientras estudiaba medicina, profesión que ejerció un tiempo en París, y el 28 de marzo de 1848 se naturalizó francés.

## Obra
- Éléments de chimie générale (1841)
- Histoire de la chimie (1842-43)
- Dictionnaire de chimie et de physique (1846)
- Dictionnaire de médecine pratique (1847)
- Dictionnaire de botanique (1850)
- Le Maroc et la Chaldée (1848)
- La Chimie enseignée par la biographie de ses fondateurs (1865)
- Le Monde des bois (1867)
- Les Saisons (1867-1869)
- L’Homme devant ses œuvres (1872)
- Histoire de l’astronomie
- Histoire de la botanique, de la minéralogie et de la géologie
- Histoire de la physique et de la chimie
- Histoire de la zoologie (1873)
- Histoire des mathématiques  (1874)[1]